# Линц-ам-Райн
Линц-ам-Райн (нем. Linz am Rhein) — город в Германии, в земле Рейнланд-Пфальц.
Входит в состав района Нойвид. Подчиняется управлению Линц-ам-Райн.  Население составляет 5818 человек (на 31 декабря 2010 года). Занимает площадь 17,98 км². Официальный код — 07 1 38 041.
Город подразделяется на 3 городских района.

## Экономика и инфраструктура
Основной отраслью в Линце является туризм. Раньше большую роль в Линце играла добыча базальта.

### Компании-резиденты
- BAG — базальтовое акционерное общество
- Niedax GmbH & Со KG: Системы прокладки кабеля
- Deutag GmbH & Со KG: производство асфальта
- Steiner Römische-Glashütte GmbH производство стекла
- Шинный центр в Линце (продажа и установка шин)

## Фотогалерея
- Вид на старую часть города со стороны Рейна
- Рейнтор или «Рейнские Ворота», надвратная башня городских укреплений, XV век
- Одна из сохранившихся башен городских укреплений, XV век
- Замок Окенфельс. Заложен на вершине холма над городом в XIII веке и к XIX столетию сохранивший руины стен и башни; позднее восстановлен в сильно измененном виде
- Вид на город и Рейн с одного из холмов